# ناصر خان
ناصر خان (31 مايو 1975 في باكستان - ) هو لاعب كريكت باكستاني.

## وصلات خارجية
- ناصر خان على موقع إي آس بي آن كريك إنفو (الإنجليزية)